# You Won't Dance With Me
«You Won't Dance With Me» (en español: «No bailarás conmigo») es una canción de rock escrita por el cantante y músico Myles Goodwyn.  Fue enlistada como el quinto tema del álbum Forever for Now de la banda canadiense de rock April Wine, publicado en 1977 por Aquarius Records.

## Lanzamiento y recepción
Al igual que su antecesor, «You Won't Dance With Me» fue lanzado como sencillo meses antes de Forever for Now, en 1976, para promocionar dicho disco.  En el lado B de este vinilo se numeró el tema «Holly Would» («Holly haría» en castellano), compuesto también por Goodwyn.
En julio de 1977, «You Won't Dance With Me» se colocó en el 6.º lugar de la lista de los 100 sencillos más populares de la revista RPM Magazine y permaneció en esa posición durante dos semanas.  Además, a finales del mismo año, esta melodía se ubicó en el puesto 74.º del listado de las 200 canciones más exitosas del año 1977 de la misma publicación.
«You Won't Dance With Me» logró certificación de oro por parte de la Asociación Canadiense de la Industria Grabada (CRIA por sus siglas en inglés), siendo la única canción de la banda en alcanzar dicha certificación en Canadá.

## Lista de canciones

### Lado A
| side one |                           |               |          |  |
| N.º      | Título                    | Escritor(es)  | Duración |  |
| 1.       | «You Won't Dance With Me» | Myles Goodwyn | 3:42     |  |

### Lado B
| side one |               |               |          |  |
| N.º      | Título        | Escritor(es)  | Duración |  |
| 2.       | «Holly Would» | Myles Goodwyn | 3:44     |  |

## Créditos
- Myles Goodwyn — voz principal, guitarra y teclados
- Gary Moffet — guitarra y coros
- Steve Lang — bajo y coros
- Jerry Mercer — batería, percusiones y coros

## Certificaciones
| País   | Asociación | Certificación | Copias vendidas |
| ------ | ---------- | ------------- | --------------- |
| Canadá | CRIA       | Oro           | 5000            |

## Listas
| Año  | País   | Lista                               | Posición máxima |
| ---- | ------ | ----------------------------------- | --------------- |
| 1977 | Canadá | RPM Magazine Top 100 Singles        | 6.º             |
| 1977 | Canadá | RPM Magazine Top 200 Singles of '77 | 74.º            |